# Chrono des Nations-Les Herbiers-Vendée féminin 2014
La 28e édition du Chrono des Nations-Les Herbiers-Vendée féminin a eu lieu le 19 octobre 2014. La course fait partie du calendrier international féminin UCI 2014 en catégorie 1.1. Elle est remportée par l'Ukrainienne Hanna Solovey.

## Classements

### Classement final
| \| Classement général \| Classement général \| Classement général \| Classement général \| Classement général \| \| Coureur \| Coureur \| Pays \| Équipe \| Temps \| \| ------------------ \| ---------------------- \| ------------------ \| ------------------ \| ------------------ \| \| 1re \| Hanna Solovey \| Ukraine \| Ukraine \| 27 min 37 s \| \| 2e \| Alison Tetrick \| États-Unis \| États-Unis \| + 1 min 25 s \| \| 3e \| Mélodie Lesueur \| France \| France \| + 1 min 52 s \| \| 4e \| Edwige Pitel \| France \| France \| + 1 min 53 s \| \| 5e \| Tatiana Antoshina \| Russie \| Russie \| + 1 min 55 s \| \| 6e \| Cecilie Gotaas Johnsen \| Norvège \| Norvège \| + 2 min 00 s \| \| 7e \| Anabelle Dreville \| France \| \| + 2 min 13 s \| \| 8e \| Marjolaine Bazin \| France \| \| + 2 min 54 s \| \| 9e \| Lija Laizāne \| Lettonie \| Lettonie \| + 3 min 01 s \| \| 10e \| Hayley Simmonds \| Royaume-Uni \| Grande-Bretagne \| + 3 min 19 s \| |                        |             |                 |              |
| |                        |             |                 |              |
| Source : Cycling Quotient |                        |             |                 |              |
| Classement général |                        |             |                 |              |
| Coureur | Coureur                | Pays        | Équipe          | Temps        |
| 1re | Hanna Solovey          | Ukraine     | Ukraine         | 27 min 37 s  |
| 2e | Alison Tetrick         | États-Unis  | États-Unis      | + 1 min 25 s |
| 3e | Mélodie Lesueur        | France      | France          | + 1 min 52 s |
| 4e | Edwige Pitel           | France      | France          | + 1 min 53 s |
| 5e | Tatiana Antoshina      | Russie      | Russie          | + 1 min 55 s |
| 6e | Cecilie Gotaas Johnsen | Norvège     | Norvège         | + 2 min 00 s |
| 7e | Anabelle Dreville      | France      |                 | + 2 min 13 s |
| 8e | Marjolaine Bazin       | France      |                 | + 2 min 54 s |
| 9e | Lija Laizāne           | Lettonie    | Lettonie        | + 3 min 01 s |
| 10e | Hayley Simmonds        | Royaume-Uni | Grande-Bretagne | + 3 min 19 s |

### Points UCI
| Position           | 1er | 2e | 3e | 4e | 5e | 6e | 7e | 8e | 9e | 10e | 11e | 12e | 13e | 14e | 15e | 16e | 17e | 18e |
| Classement général | 80  | 60 | 45 | 35 | 30 | 25 | 21 | 18 | 15 | 12  | 10  | 8   | 6   | 5   | 4   | 3   | 2   | 1   |